# Æresborger
En æresborger har modtaget en hædersbevisning, fordi den hædrede ved arbejde, forskning, udbredelse af viden om stedet, opvækst eller bopæl har gavnet og glædet stedet.
Traditionelt har en æresborger modtaget byens nøgler. Det er et levn fra dengang, hvor byer havde bymure og låste byporte.

## Danske æresborgere
- H.C. Andersen: æresborger i Odense i 1867[1]
- Johannes Jørgensen, æresborger i Assisi i 1922, og i Svendborg i 1936
- Martin Andersen Nexø. Æresborger i Dresden. 1953. Posthumt i Nexø
- August Krogh: Æresborger i Grenå i 1945
- H.M. Dronning Margrethe 2. Æresborger i City of London i 2000
- Mærsk Mc-Kinney Møller: æresborger i Svendborg i 2001